# Шпитальна синагога (Полтава)
Шпитальна синагога була побудована в кінці XIX століття на Кобеляцькій (Європейській) вулиці (будинок № 34). Роки будівництва невідомі, але можна припустити, що синагога була побудована одночасно або трохи пізніше будівництва на Кобеляцької вулиці єврейської лікарні (1901 рік).
Автор проекту невідомий. Архітектурний вигляд будівлі повністю відповідає практиці застосування наприкінці XIX століття мотивів раннього романтичного модерну: вікна різної величини, висунуті центральна і бічні пілястри, масивні парапети.
Після закриття синагоги в 1930-х роках тут розташовувалися механічні майстерні. У 1943 р будівля була зруйнована, збереглася лише фасадна стіна з боку вулиці Європейської. Відновлене після війни будівля, з повною зміною внутрішнього планування багато років використовувалося як дитячий садок, з початку 1990-х років і до знищення, тут були розміщені цехи підприємства "Ремпобуттехніка". Зараз на цій території знаходиться центральний речовий ринок.